# 1128 Astrid
Astrid (asteroide 1128) é um asteroide da cintura principal com um diâmetro de 34,69 quilómetros, a 2,6662298 UA. Possui uma excentricidade de 0,0437426 e um período orbital de 1 700,5 dias (4,66 anos).
Astrid tem uma velocidade orbital média de 17,83739281 km/s e uma inclinação de 1,01615º.
Este asteroide foi descoberto em 10 de Março de 1929 por Eugène Delporte.